# Književni klub Booksa
Booksa (od eng. book te žarg. »buksa«) književni je klub zatvorenog tipa u Zagrebu koji vodi Udruga za promicanje kultura Kulturtreger. Klub je otvoren u siječnju 2004. godine. U njemu se u večernjim satima održavaju razni programi poput književnih večeri, promocija, koncerata te kvizova, dok preko dana predstavlja mjesto susreta i druženja.

## Povijest
Booksu su osnovale Vanja Bjelić Pavlović, Miljenka Buljević i Maja Župan, koje su zajedno studirale anglistiku.
Primarna ideja bila je otvaranje komercijalnog prostora koji bi od prodaje knjiga sam financirao svoj program, no od toga se s vremenom odustalo.
Od 2005. godine, kad se Booksa uključila u program Operacije, knjižara postaje dio nezavisne scene grada Zagreba. Iako je ostala primarno orijentirana na književnost, s vremenom se program proširio i na neknjiževne događaje te danas uključuje i tribine iz raznih umjetničkih područja, kao i koncerte, festivale, edukativne programe, radionice i gostovanja intelektualaca, umjetnika, profesora, prevoditelja i filozofa. 
Rad udruge Kulturtreger, čiji je Booksa jedan od glavnih projekata, podupiru donatori. Među njima su Gradski ured za kulturu Grada Zagreba, Ministarstvo kulture i medija Republike Hrvatske, Nacionalna zaklada za razvoj civilnoga društva te Zaklada Kultura Nova. 

## Program

### Booksin književni program
Književni program sastavljen je od različitih tribina koje književnim temama pristupaju na neformalan način, ali kritički i s otklonom. Sudjelovanje publike kroz pitanja, komentare i prijedloge uvijek je dobrodošlo. Tribine se s vremenom mijenjaju, neke se ukinu, a neke nove se pokrenu. U 10 godina Bookse održane su brojne književne večeri, čitanja i razgovori s mnogobrojnim književnicima i književnicama iz Hrvatske i inozemstva.

### Revija malih književnosti
Revija malih književnosti autorski je festival nastao 2005. godine i kojim se otada svake godine zagrebačkoj publici u Booksi predstavljaju književnosti susjednih zemalja. Kriterij izbora za ovaj festival je da su autori afirmirani u vlastitim državama, ali da su im djela neobjavljivana u Republici Hrvatskoj. Do danas su u sklopu Recije predstavljeni književnici i književnice iz Bosne i Hercegovine, Slovenije, Crne Gore, Bugarske, Srbije, Rumunjske, Kosova, Grčke, Makedonije i Albanije. Također su predstavljeni i književnici i književnice iz regije Beneluxa, Baltika, Levanta, Magreba i Egipta. 
Pandemijska 2020. godina bila je posvećena književnosti Polarnog kruga te autoricama i autorima koji pripadaju autohtonim narodima iz Norveške, Švedske, Finske i Kanade. Revija 2021. bila je će posvećena Hrvatskoj. 

### Booksa Pub kviz
Pub kviz prvi je društveni kviz otvorenog tipa osmišljen i odigran u Hrvatskoj. Igrao se u Booksi od 2006. do kraja 2008. godine svaki petak navečer.[nedostaje izvor]

### Edukativni program
Edukativni program uključuje različite radionice:
- Radionicu kreativnog pisanja proze (Zoran Ferić)
- Radionicu kreativnog pisanja poezije (Dorta Jagić)
- Drugi kadar (radionica umjetničke fotografije pod vodstvom Davora Konjikušića)
- Raspričavanje (timsko smišljanje, pisanje i čitanje priča pod vodstvom Ivane Bodrožić)

### Škrabica
Škrabica je glazbeni program koji predstavlja mlade kantautore i kantautorice. Prije nastanka Škrabice u Booksi su održani brojni koncerti i razna predstavljana glazbenika koji su potaknuli nastajanje ovog programa.

### Putopisi
Program Putopisi jedan je od najposjećenijih klupskih programa. Posjetitelji kluba imali su prilike upoznati Papua Novu Gvineju, Australiju, Finsku, Estoniju, Nepal, Indiju, Madagaskar, Atlantik, Peru, Island, Transsibirsku željeznicu od Moskve i Pekinga i brojne druge zemlje i regije svijeta.

### Festivali
Booksa je domaćin brojnim književnim festivalima koji dio svog programa održavaju u prostorima kluba.

### Galerija
Galerija Booksa radila je do kraja 2007. godine i davala je priliku za predstavljanje mladim, ali i afrimiranim likovnim umjetnicima.

### Booksa u Parku
Booksa u Parku događa se sredinom lipnja, kada se Booksini programi, koji se inače događaju u prostorijama kluba, sele van - u park ispred Bookse.
Tijekom pandemijskog razdoblja svi programi izvode se isključivo na otvorenom.

## Knjižara
Knjižara Booksa djelovala je do 2011. godine u sklopu kluba.

## Portal
Portal booksa.hr nastao je 2007. godine iz klupske stranice. Na portalu se objavljuju vijesti iz područja književnosti, preporuke za čitanje, kritike novih knjiga, intervjui i različite obavijesti. 

## Centar za dokumentiranje nezavisne kulture
Centar za dokumentiranje nezavisne kulture takozvani je arhiv zajednice (engl. community archive) za nezavisnu kulturnu scenu u Hrvatskoj osnovan u Zagrebu 2011. godine, smješten u zgradi Bookse. Suradnički je projekt koji vode Udruga za promicanje kultura Kulturtreger i udruga KURZIV. 
Uz Kulturtreger i Odsjek za informacijske i komunikacijske znanosti Filozofskog fakulteta u Zagrebu, Centar je bio suorganizator konferencije Nezavisna kultura i civilno društvo: izvaninstitucionalne prakse dokumentiranja povijesti, održane 29. studenoga 2017. godine na Filozofskom fakultetu.

## Vanjske poveznice
- booksa.hr
- Svi u Booksu Zarez
- Priča o jednoj Booksi lupiga.com
- Vanja Bjelić Pavlović: Jedna od najvećih vrijednosti Bookse je njezina publika mvinfo.hr